# Chelsea Piers

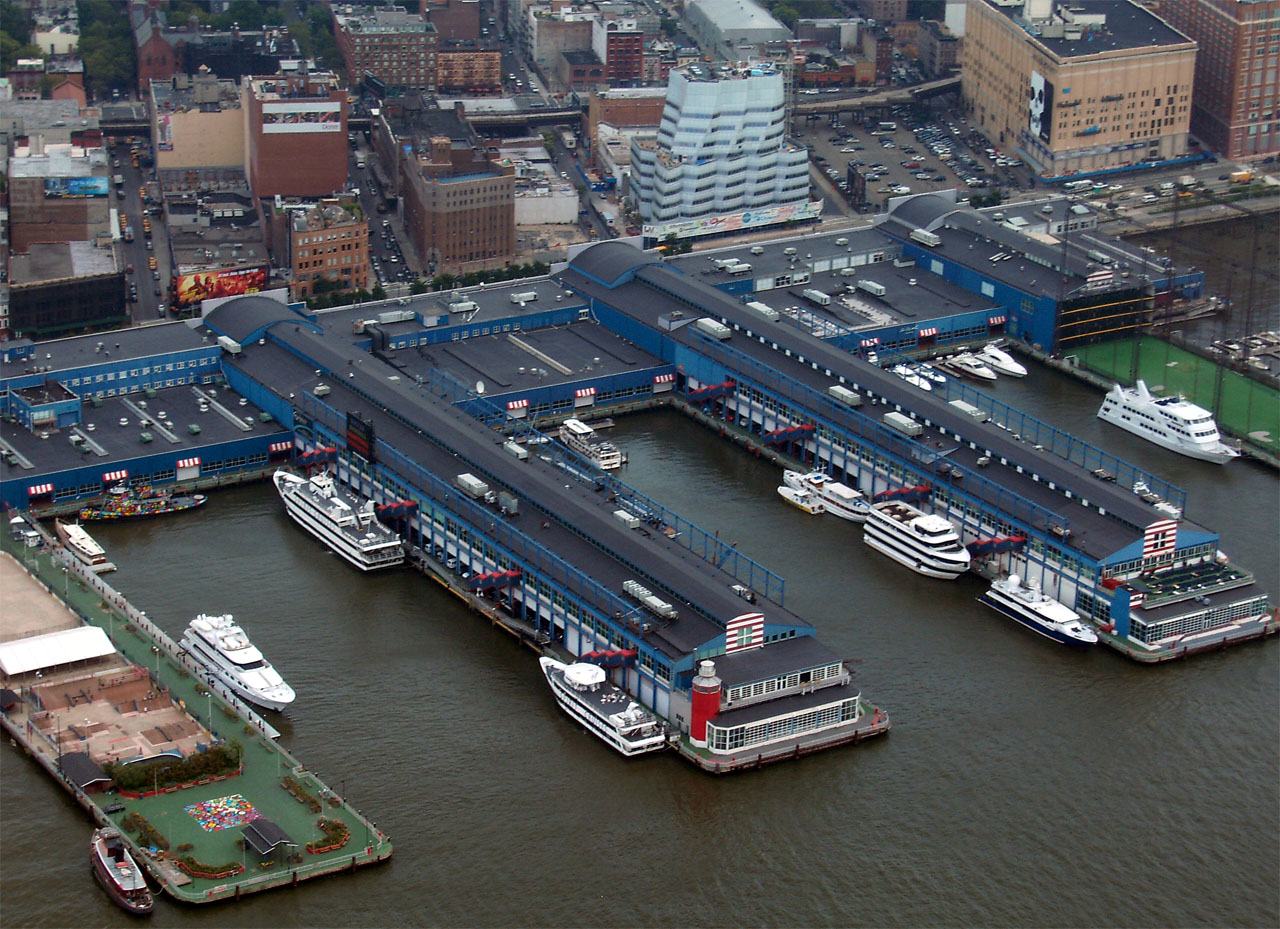
Luftaufnahme der Chelsea Piers

Die Chelsea Piers sind Landungsbrücken im Hudson River am Westufer von Manhattan im Stadtteil Chelsea in New York City. Die Piers wurden vom Architekturbüro Warren and Wetmore, das auch das Grand Central Terminal entworfen hat, geplant und gebaut. Die Chelsea Piers umfassten ursprünglich neun Piers mit einer Länge zwischen 116 Meter und 275 Meter, die jeweils 41 Meter Abstand hatten und zum Teil durch einen Kopfbau an der Straßenseite miteinander verbunden waren. Der Bau der Piers begann 1902, im Jahr 1910 wurden sie eröffnet. Heute befindet sich auf den Piers 59, 60 und 61 der Chelsea Piers Sports & Entertainment Complex, das größte Trainings- und Sportzentrum für Sportarten aller Art in der Stadt.

## Geschichte

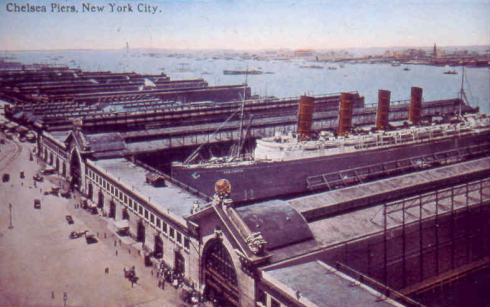
Chelsea Piers und die RMS Lusitania im Jahr 1910

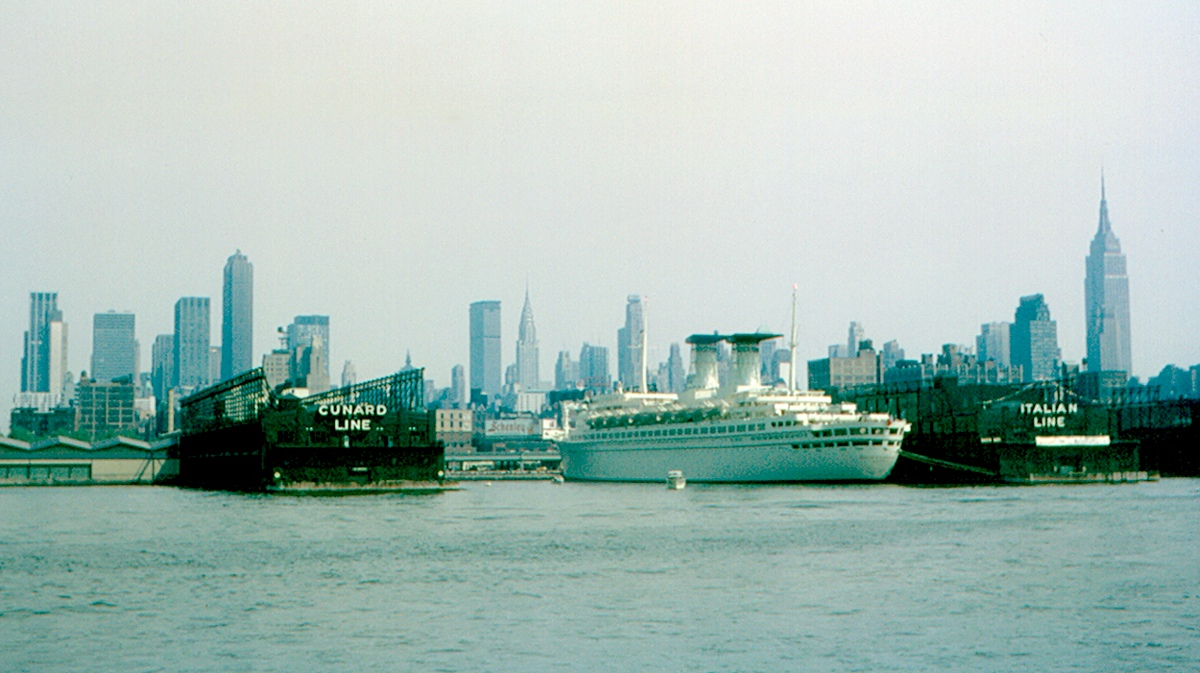
Piers der Cunard Line und der Italian Line im Jahr 1965

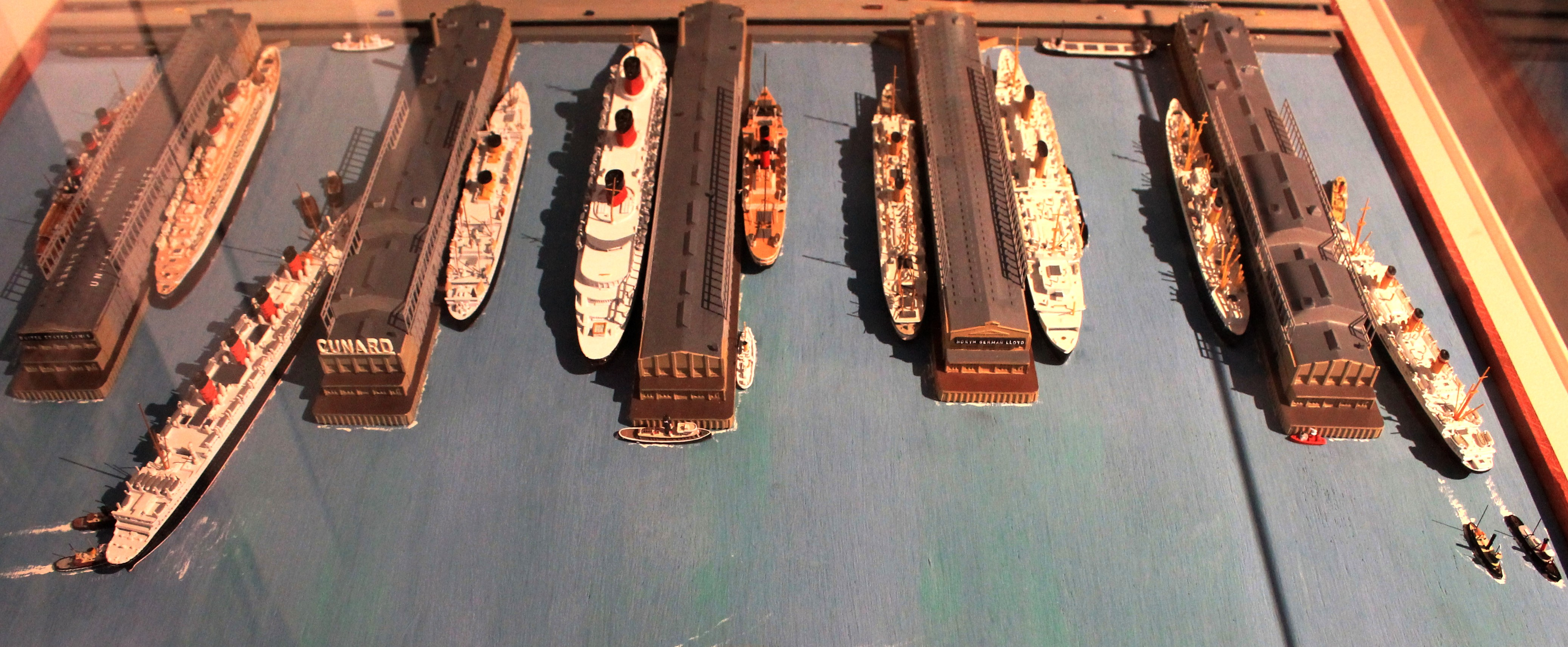
Modell der Chelsea Piers im Tamm-Museum mit der Belegung von 1939. Von Links nach rechts: Monarch of Bermuda, Conte die Savoia, Aquitania, Britannic, Normandie, De Grasse, Columbus, Bremen, Hamburg, Resolute

Der Bau der Piers, die den immer größer werdenden Passagierschiffen einen neuen Hafen in New York bieten sollten, begann im Jahr 1902. Das umliegende Viertel war heruntergekommen und unattraktiv und sollte mit dem Bau der Piers aufgewertet werden. Der gesamte Komplex der neun Piers erstreckte sich zwischen der West 12th Street und der West 23rd Street. Bei der Planung stellte sich das Problem, dass die US Army den Ort und die Größe von Piers in New York kontrollierte. Diese wollte keine Piers im sogenannten North River, dem südlichsten Teil des Hudson Rivers, die weiter in den Fluss hinein ragten, als die bereits vorhandenen. Die Schifffahrtslinien dagegen wollten keine neuen Piers weiter nördlich der 23rd Street, da an dieser die Transportinfrastruktur bereits vorhanden war. Um dieses Problem zu lösen, kaufte die Stadt Land an der Uferpromenade und baggerte die Hafenbecken weiter Landeinwärts bis zu einer Tiefe von 13 Metern aus. Auf diese Weise wurde die Uferpromenade auf einer Länge von etwa 1,2 Kilometern ins Landesinnere verschoben.
Schon 1907, vor der eigentlichen Eröffnung haben die Luxusliner Lusitania und Mauretania hier fest gemacht. Der Bau konnte letztendlich im Jahr 1910 abgeschlossen werden, die Oceanic war das Schiff, das die Piers am 11. Februar 1910 einweihte. Vor den eigentlichen Piers befanden sich Abfertigungsgebäude mit Granitfassaden und großen mit Bögen überspannten Eingangsportalen.
Mit den neuen Schiffen der White Star Line, Olympic und Titanic, die deutlich größer waren als die bisherigen, begannen die Probleme mit der US Navy erneut, die weiterhin nicht zulassen wollte, dass die bisherige Pierlänge verändert wurde. Als Kompromiss gestattet die Regierung schließlich aber eine zeitweise Verlängerung der Piers, die allerdings den Flusslauf nicht behindern durfte.
Der Pier 59 wurde von der White Star Line betrieben und war das Ziel der Titanic auf ihrer Jungfernfahrt im Jahr 1912. Nach der Rettungsaktion unter anderem durch die Carpathia legte diese zuerst am Pier 59 an, um die Rettungsboote der Titanic hier zu entladen. Anschließend legte sie am Pier 54, das von der Cunard Line betrieben wurde an. Hier sind schließlich die Überlebenden der Titanic ausgestiegen.
Am 1. Mai 1915 verließ die Lusitania den Pier 54 mit dem Ziel Liverpool. Am 7. Mai sank sie vor Irland auf ihrer 202. Atlantiküberquerung, von deutschen Torpedos getroffen. Etwa 1200 Menschen kamen dabei ums Leben. Im Jahr 1932 zerstörte ein Feuer Teile der Piers 53 bis 57. Nach dem Feuer wurden die Piers wieder aufgebaut, einige der ursprünglichen schweren Verzierungen und Giebel wurden allerdings nicht wieder ersetzt.
Während des Zweiten Weltkrieges, wurden die Piers zur Einschiffung der Truppen verwendet, die in Europa zum Einsatz kamen. Nach dem Krieg verloren Passagierschiffe ihre Bedeutung als Transportmittel. Die Piers wurden bis 1960 zum Löschen von Frachtschiffen verwendet. Mit dem Aufkommen der Container verloren sie auch für den Frachttransport an Bedeutung, da hier an der westlichen Waterfront von Manhattan die Logistik eines Containerhafens nicht aufgebaut werden konnte. Während der 1970er und 1980er Jahren dienten einige der Chelsea Piers, die sich weiterhin im Besitz des New York State Department of Transportation befanden, darunter auch Pier 54, als Parkhaus, Abschlepphof, Werkstatt eines Müllentsorgungsunternehmens oder als Lagerhalle. In den 1980er Jahren verweigerte die New York City Landmark Commission die Anerkennung des Gebäudes auf Pier 54 als Wahrzeichen und stellte es nicht unter Denkmalschutz. Die meisten Piers verfielen in den folgenden Jahren, so dass bis 1990 die meisten der Bauwerke auf den Piers abgerissen wurden. Verblieben waren noch Pier 54 und das Vorderhaus von Pier 53. Es gab zwar immer wieder Pläne, Pier 54 zu nutzen, zum Beispiel als maritimes Museum. Letztendlich wurde aber auch das letzte verbliebene Gebäude auf den Piers, das sich zwar im schlechten Zustand befand, aber noch vollständig erhalten war, im Juli 1992 ebenfalls abgerissen. Heute ist davon nur der stählerne Eingangsbereich mit seinem großen Torbogen mit dem Schriftzug Cunard Line White Star Line erhalten.

## Heutige Nutzung
Der Chelsea Piers Sports & Entertainment Complex, ein privates Sport- und Fitnessstudio umfasst heute die Piers 59, 60 und 61 zwischen der West 17th und der 23rd Street. Im Jahr 1994 wurden die Piers verkauft, anschließend wurde für etwa 100 Millionen US-Dollar der Sportpark errichtet. Zu dem Komplex gehören unter anderem eine Eisbahn, ein Schwimmbad, diverse Sportplätze für Basketball, Volleyball, einen Wellness-Bereich sowie eine Fläche zum Abschlagen von Golfbällen (Driving Range), die fast den kompletten Pier 59 einnimmt. Die Form der Gebäude auf Pier 60 und 61 erinnern vom Hudson River aus gesehen an die ursprünglichen Piers. Auf Pier 59 befindet sich weiterhin die Chelsea Brewing Company, das einzige Brauhaus in Manhattan, und eine Marina für etwa 60 Boote.
Der mit „Cunard White Star Pier“ bezeichnete Torbogen zum einstigen Pier 54 ist heute als Teil des Hudson River Parks eine historische Sehenswürdigkeit. Er steht vor der Südbrücke zum künstlichen Inselpark Little Island, der von 2018 bis 2021 an Stelle der Piers 54 und 55 erbaut und im Mai 2021 eröffnet wurde.
Der 1954 erbaute Pier 57, gelegen zwischen Little Island und dem Sportkomplex Chelsea Piers, wurde ab 2010 renoviert und 2017 eröffnet. Er dient dem Hauptmieter Google als Campus für seine New Yorker Mitarbeiter. Der Pier besitzt den größten begrünten Dachgarten der Stadt und ist seit 2023 auch für die Öffentlichkeit geöffnet. Pier 57 wurde am 11. August 2004 als Kulturdenkmal in das National Register of Historic Places eingetragen.
Pier 62 ist ein begrünter Teil des Hudson River Parks und bietet Sitzgelegenheiten, ein Kinderkarussell, ein Skatepark und Gastronomie. Von den Piers 55, 56 und 58 sind heute nur noch deutlich sichtbare Pfeilerfelder im Hudson River erhalten geblieben.
Die US-Fernsehserien Law & Order und Criminal Intent – Verbrechen im Visier wurden zum Teil in den Studios auf den Chelsea Piers gedreht. Am 14. September 2004 wurde eine Straße, die zum Pier 62 führt, in den Law & Order Way umbenannt.

## Ansichten

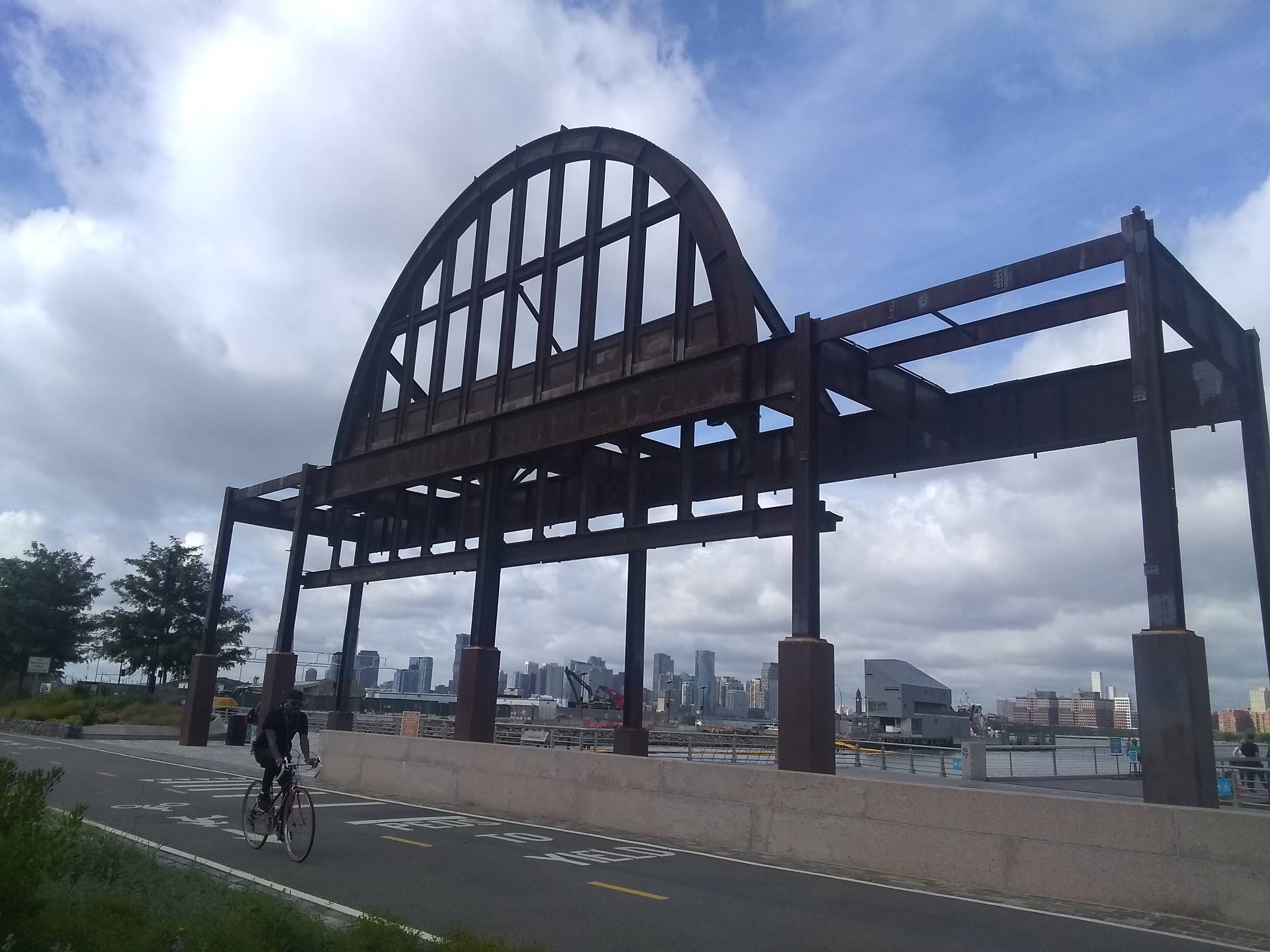
Torbogen zum ehemaligen Pier 54
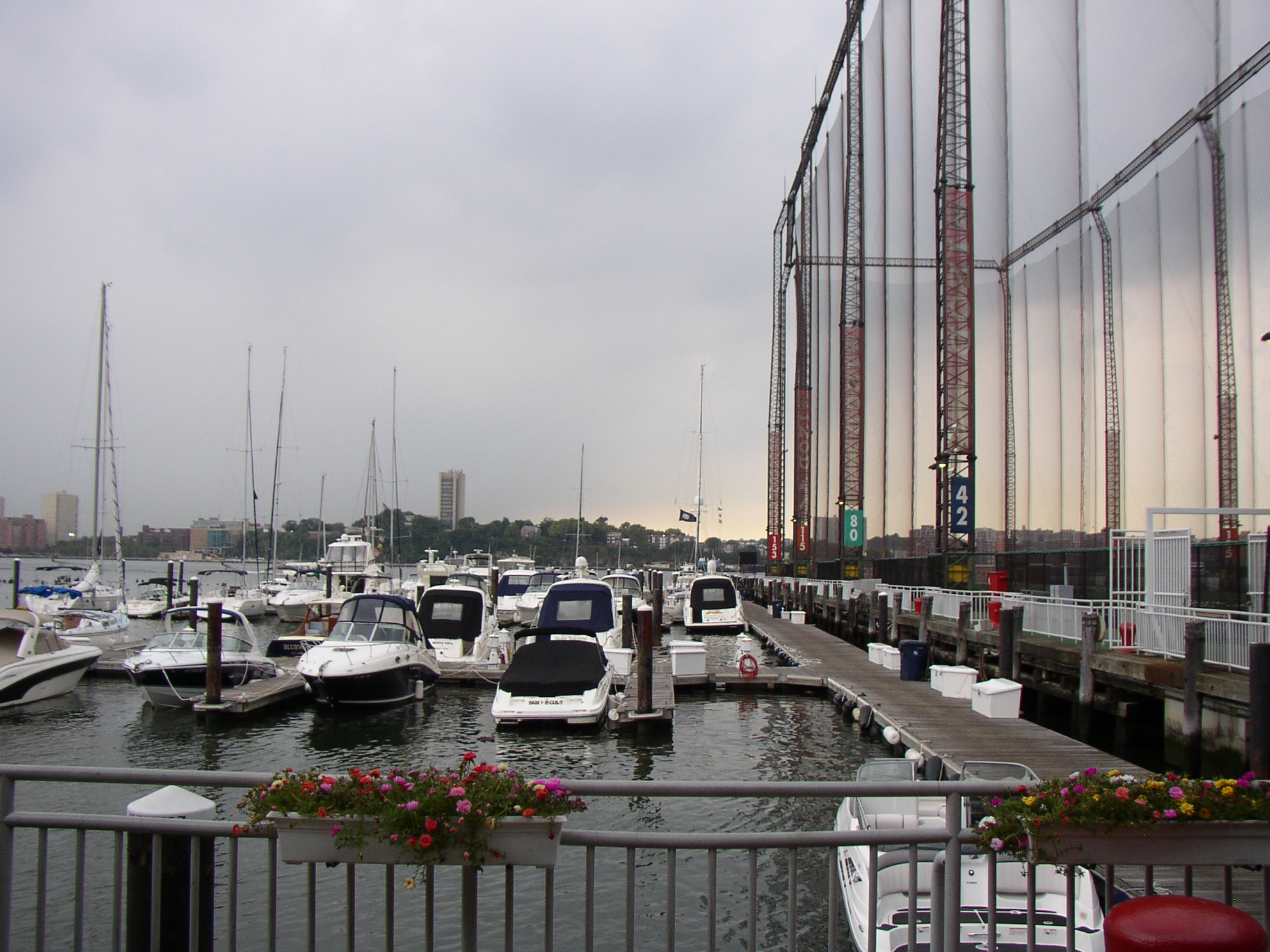
Blick auf Pier 59 und den Jachthafen
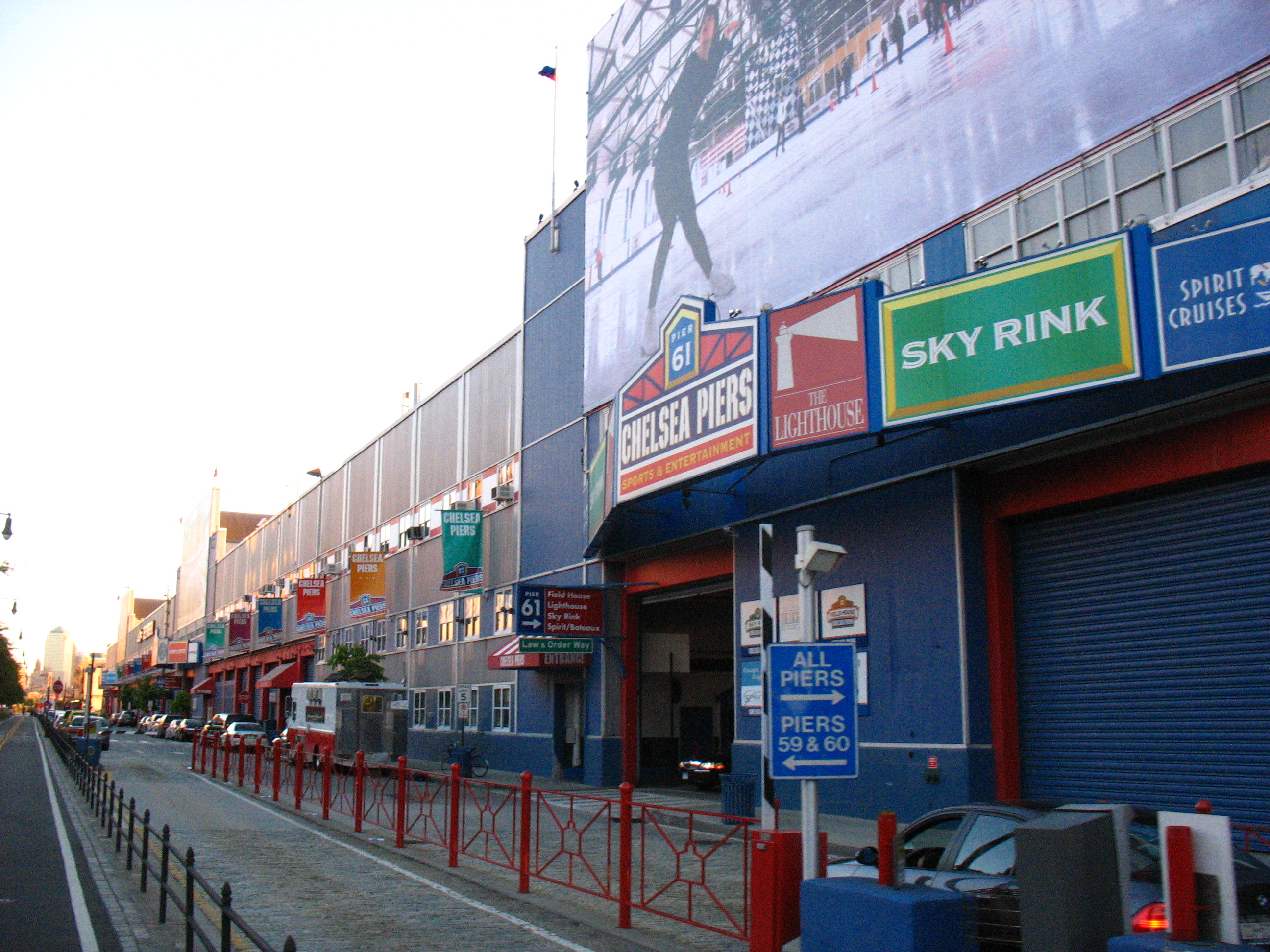
Vorderseite des Chelsea Piers Sports & Entertainment Complex
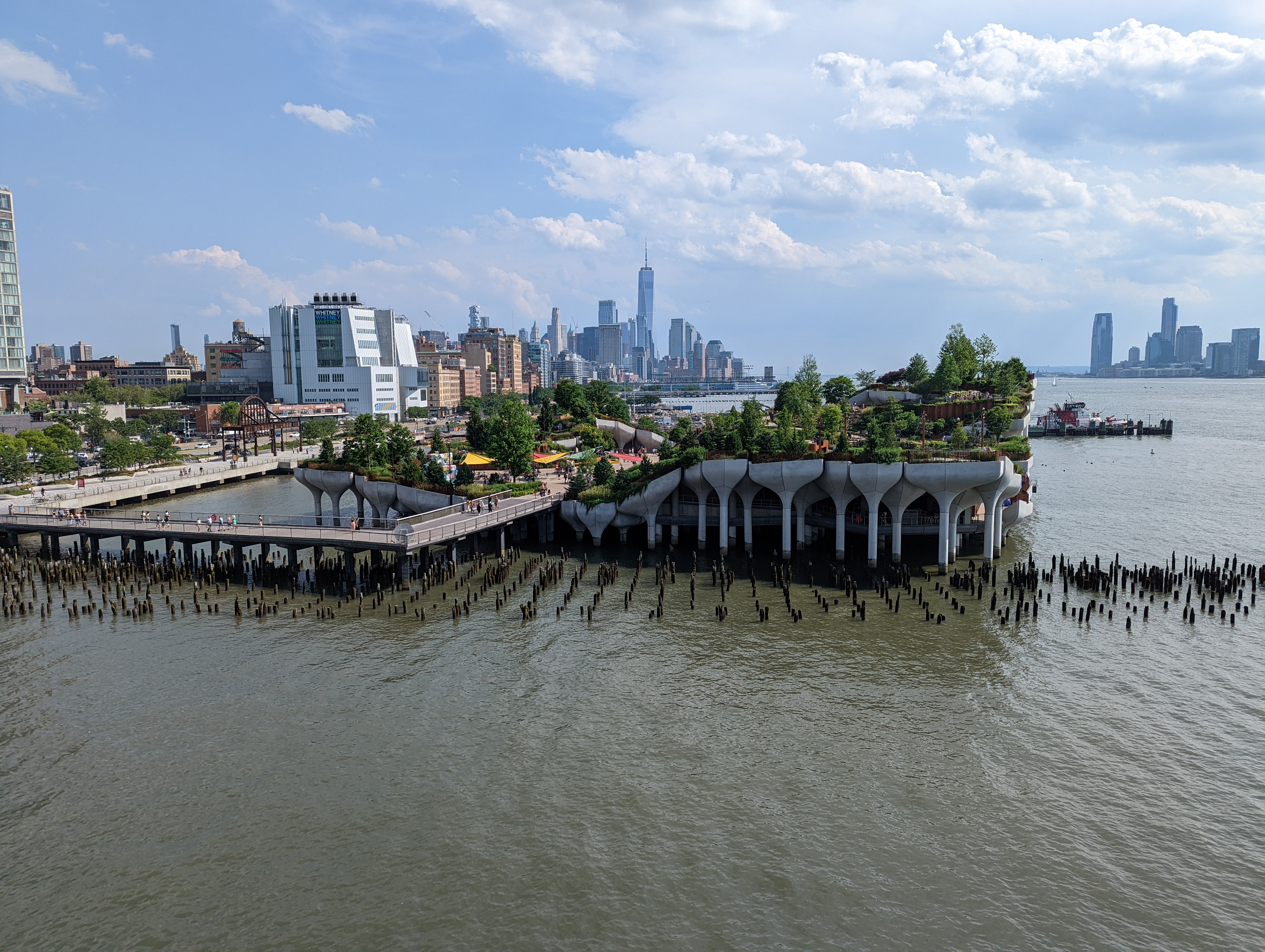
Der an Stelle der Piers 54 und 55 erbaute Park Little Island
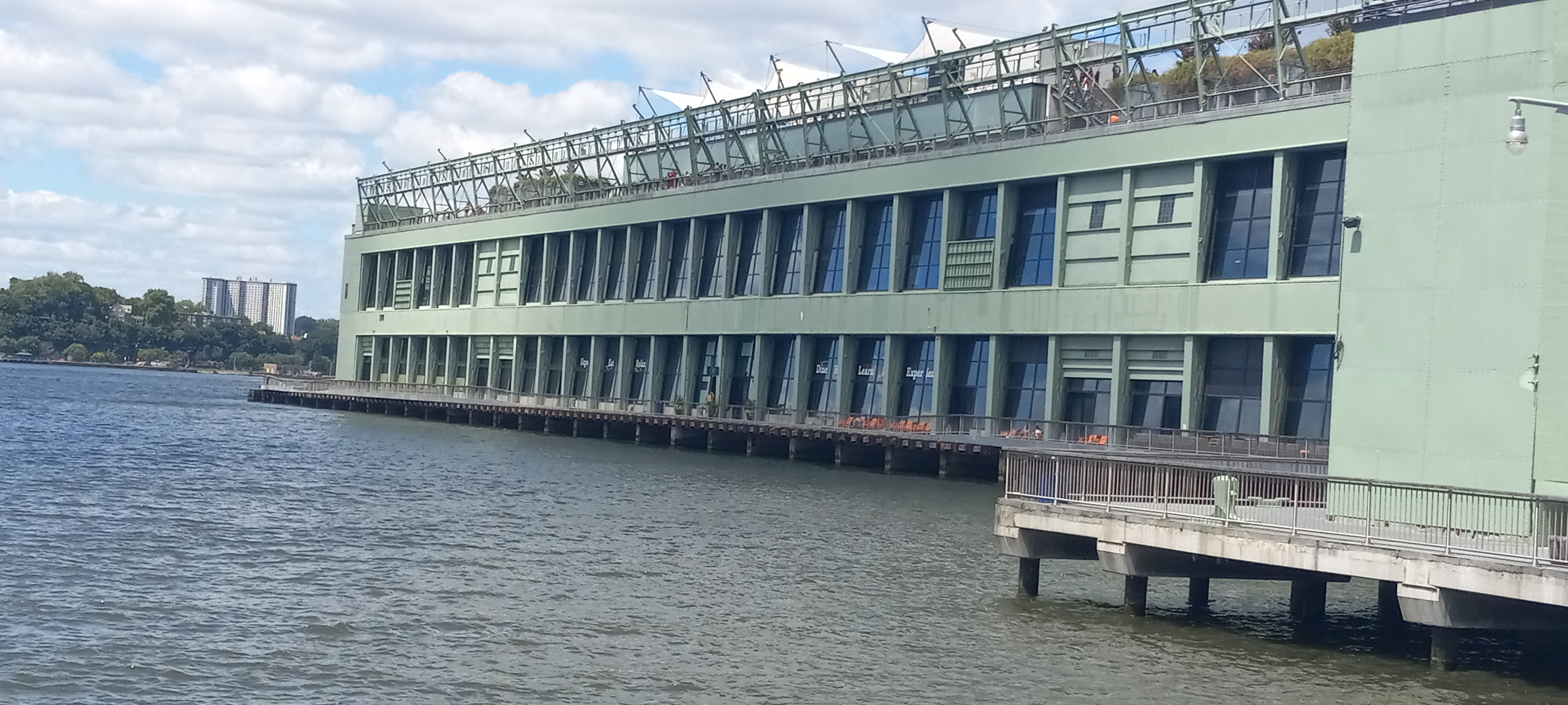
Der von Google betriebene Pier 57
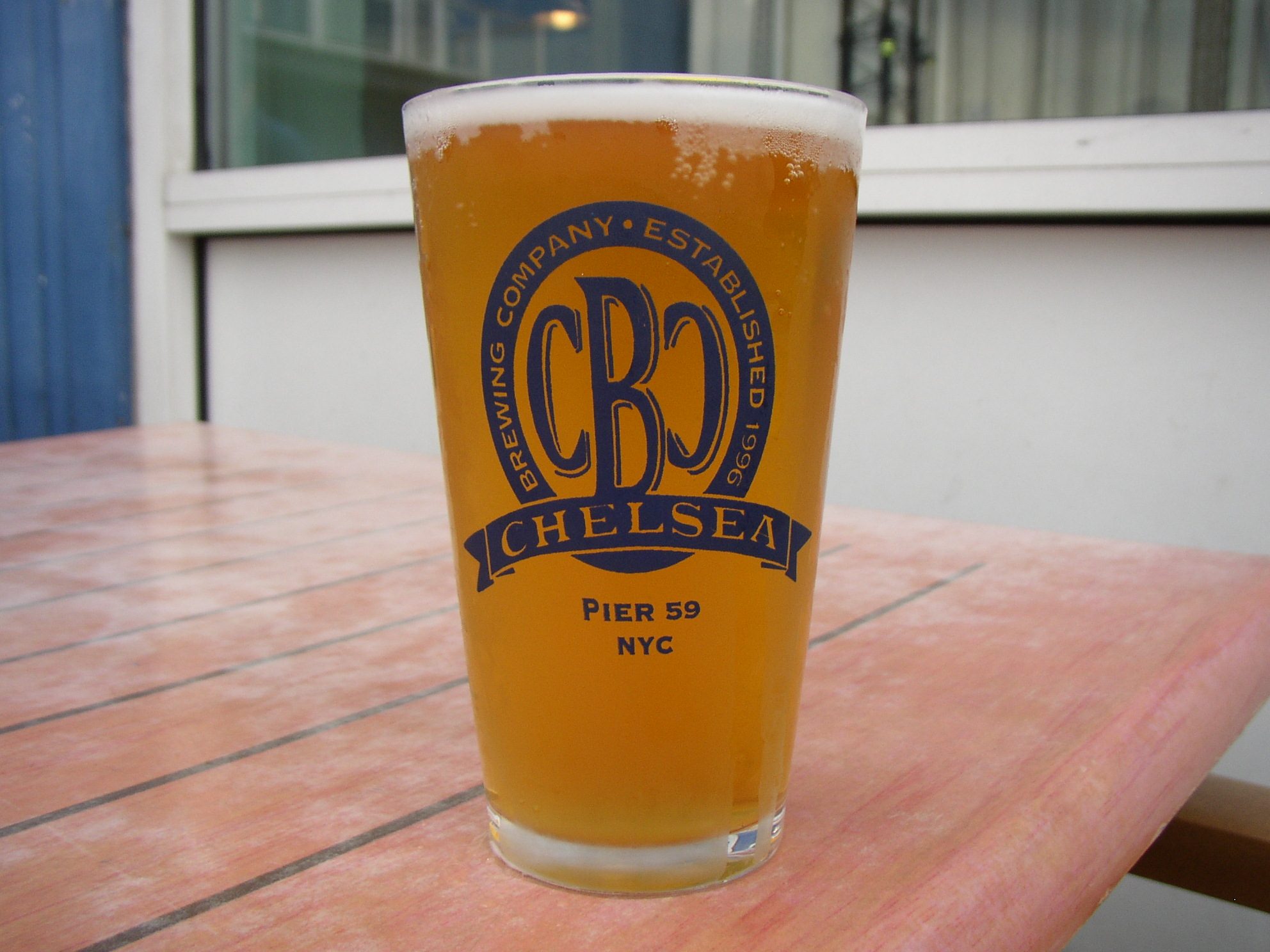
Bierglas der Chelsea Brewing Company auf Pier 59